# Hiroshi Akutagawa
Hiroshi Akutagawa (芥川比呂志 Akutagawa Hiroshi?, n. 30 martie 1920, Tokyo⁠(d), Tōkyō, Japonia – d. 28 octombrie 1981, Tokyo⁠(d), Tōkyō, Japonia) a fost un actor japonez de teatru și film.

## Biografie
Hiroshi Akutagawa s-a născut în 1920 în cartierul Tabata al orașului Tokio, în familia scriitorului Ryūnosuke Akutagawa (1892-1927) și al soției sale, Fumi Akutagawa (1900-1968). A fost fratele mai mare al compozitorului și dirijorului Yasushi Akutagawa (1925-1989). A urmat studii la Universitatea Keiō.
Printre interpretările sale cele mai celebre figurează cele din filmele Entotsu no mieru basho (1953), Gan (1953), Omul cu ricșa (1958), Tōkyō yawa (1961) și Dodes'ka-den (1970).

## Filmografie selectivă

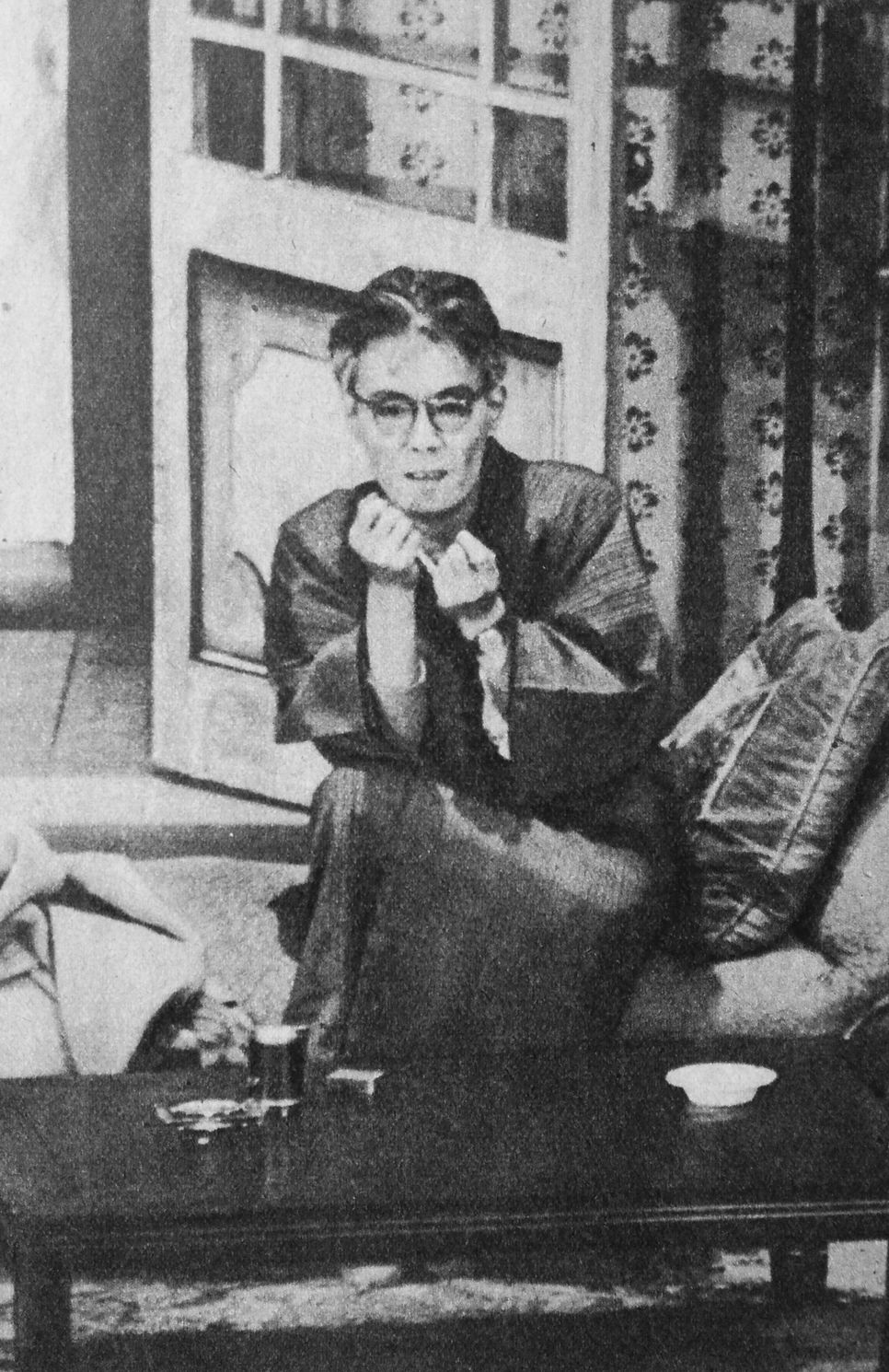
Hiroshi Akutagawan în piesa Ryu wo Nadeta Otoko (noiembrie 1952).

- 1950: Jusqu'à notre prochaine rencontre (また逢う日まで Mata au hi made?), regizat de Tadashi Imai - prietenul lui Saburo
- 1953: Là d'où l'on voit les cheminées (煙突の見える場所 Entotsu no mieru basho?), regizat de Heinosuke Gosho - Kenzo Kubo
- 1953: Les Oies sauvages (雁 Gan?), regizat de Shirō Toyoda - Okada
- 1953: Destins de femmes (にごりえ Nigorie?), regizat de Tadashi Imai - Takasaka Rokunosuke (povestea 1)
- 1954: Une femme (或る女 Aru onna?), regizat de Shirō Toyoda - Kibe
- 1954: La Vallée de l'amour et de la mort (愛と死の谷間 Ai to shi no tanima?), regizat de Heinosuke Gosho
- 1956: Kodomo no me (子供の眼?), regizat de Yoshirō Kawazu - Shunji
- 1957: Les Papillons de la nuit (夜の蝶 Yoru no chō?), regizat de Kōzaburō Yoshimura - Osamu Harada
- 1957: Les Hommes de Tohoku (東北の神武たち Tohoku no zunmutachi?), regizat de Kon Ichikawa - Risuke
- 1958: Le Banquet des fleurs (春高樓の花の宴 Haru kōrō no hana no en?), regizat de Teinosuke Kinugasa - Shin'ichi Ishikawa
- 1958: Omul cu ricșa (無法松の一生 Muhomatsu no issho?), regizat de Hiroshi Inagaki - căpitanul Kotaro Yoshioka[1]
- 1959: Yoru no togyo (夜の闘魚?), regizat de Shigeo Tanaka - Fujisaku Miyahara
- 1960: Histoire singulière à l'est du fleuve (東綺譚 Bokuto kitan?), regizat de Shirō Toyoda - Junpei Taneda
- 1960: Nuit et brouillard du Japon (日本の夜と霧 Nihon no yoru to kiri?), regizat de Nagisa Ōshima - profesorul Udagawa
- 1961: Wakarete ikiru toki mo (別れて生きるときも?), regizat de Hiromichi Horikawa
- 1961: Histoire du Tokyo nocturne (東京夜話 Tokyo yawa?), regizat de Shirō Toyoda - diplomatul Ryosaku Tateishi
- 1961: Netsuai sha (熱愛者?), regizat de Kazuo Inoue - Ogata
- 1967: Portraits de Chieko (智恵子抄 Chieko-shō?), regizat de Noboru Nakamura - cititorul poemelor
- 1969: Les Mille et Une Nuits (千夜一夜物語 Senya Ichiya monogatari?), regizat de Osamu Tezuka - Budley (voce)
- 1970: Buraikan (無頼漢?), regizat de Masahiro Shinoda - Mizuno Echizennokami
- 1970: Tora! Tora! Tora!, regizat de Richard Fleischer, Kinji Fukasaku și Toshio Masuda - Koichi Kido, gardianul sigiliului privat (doar în versiunea japoneză)
- 1970: Dodes'ka-den (どですかでん Dodesukaden?), regizat de Akira Kurosawa - Hei[2]

## Premii și distincții
- 1953: Premiul Mainichi pentru cel mai bun actor în rol secundar pentru Là d'où l'on voit les cheminées[3][4]

## Legături externe
- Hiroshi Akutagawa la Internet Movie Database
- Hiroshi Akutagawa pe Japanese Movie Database